# Ivan Franko
Ivan Jakovytsj Franko (Nahoejevytsji, 27 augustus 1856 - Lemberg, 28 mei 1916) was een Oekraïense dichter, schrijver, publicist, vertaler en filosoof. Hij was een van de weinige mensen die romans en poëtische gedichten schreef in de Oekraïense taal. Vanwege zijn rol in de Oekraïense taal is hij een van de bekendste personen geworden van de Oekraïense geschiedenis.

## Biografie

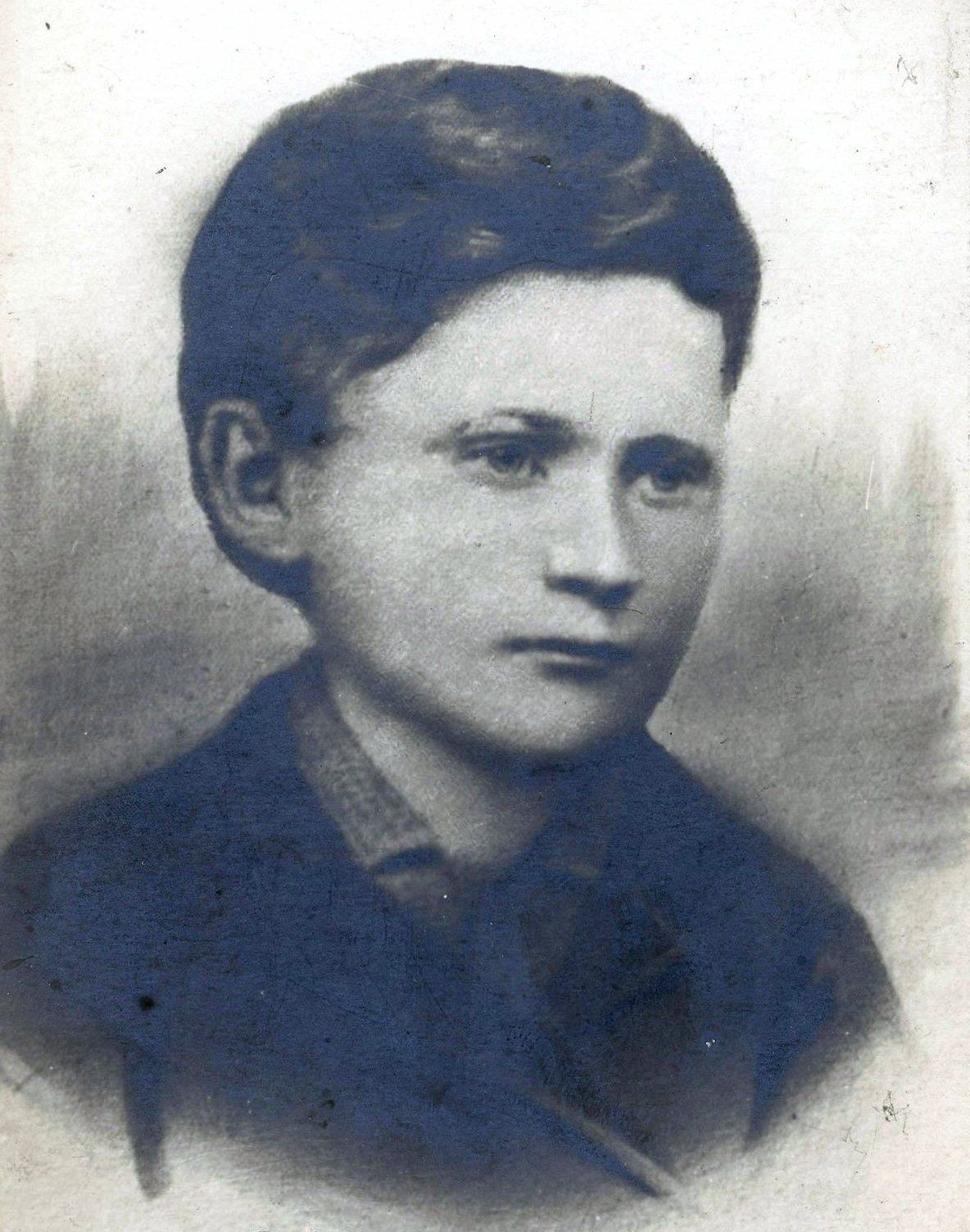
Ivan Franko als kind

Ivan Franko werd op 27 augustus 1856 geboren in het dorpje Nahuievychi, wat toen een onderdeel was van Oostenrijk-Hongarije. Van Franko's moeder is alleen bekend dat zij uit een kleine adellijke familie komt. Van Franko's vader is niets bekend. Wel is bekend dat de oom van Ivan Franko, Ivan Kulczycki, deel had genomen aan de Poolse opstand van 1863.
Ivan's school lag in het dorpje Yasenytsia Sylna, waar hij van 1862 tot 1864 naartoe ging. Later ging hij snel naar een kloosterschool in Drohobych, waar hij tot 1867 zat. Nadat hij in 1875 was afgestudeerd ging hij naar de Universiteit van Lviv, waar hij studeerde in filosofie, literatuur en Oekraïense taal. Tijdens zijn studie werd hij geïnspireerd door Mychajlo Drahomanov, een Oekraïense socialist. Later schreef hij verschillende socialistische pamfletten en teksten. Later werd hij in 1877 gearresteerd en zat hij voor negen maanden vast vanwege zijn socialistische ideeën. Later in 1880 werd hij opnieuw gearresteerd, omdat hij geprobeerd zou hebben om boeren in opstand te krijgen. Deze keer kwam hij na drie maanden vrij, maar mocht niet meer terugkeren naar de Universiteit van Lviv. Dit vanwege de vele botsingen tussen hem en de regering.

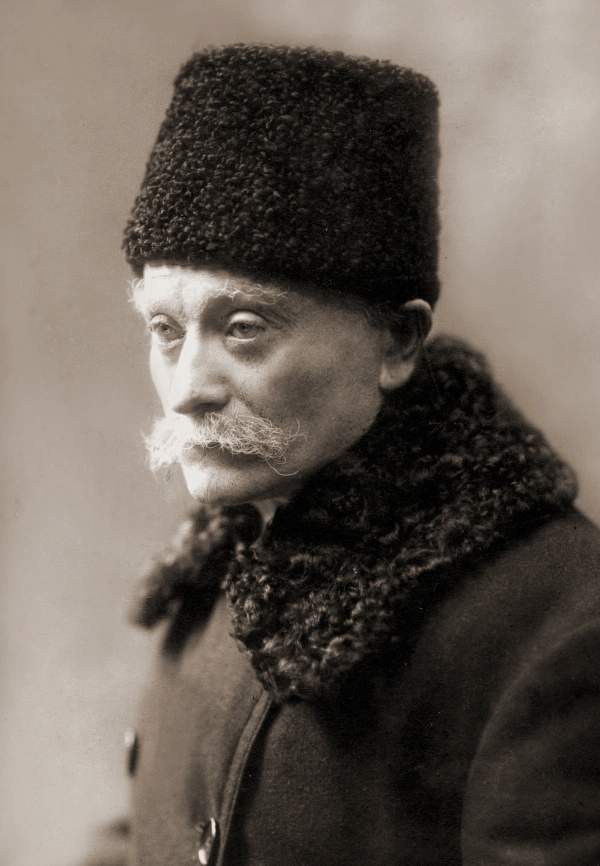
Ivan Franko op latere leeftijd

Na zijn arrestatie ging hij voor de socialistische krant Waarheid werken, maar ook vanwege deze activiteit werd hij weer gearresteerd. Na zijn derde vrijlating richtte hij in 1890 de Roetheens-Oekraïense Radicale Partij op, samen met Drahomanov en Pavlyk. De partij was een socialistische en Oekraïens nationalistische partij. De partij deed mee aan de parlementsverkiezingen van 1911, maar haalde toen geen zetel.
In 1891 ging hij naar de Universiteit van Wenen, waar hij in 1893 slaagde voor zijn doctoraat en in 1894 benoemd werd tot docent geschiedenis en Oekraïense literatuur. Als docent Oekraïense literatuur had hij echter geen toegang voor literaire documenten, vanwege zijn vele conflicten met de overheid.
In de laatste jaren van zijn leven kreeg hij last van reuma, waardoor zijn rechterarm verlamd raakte. Op 28 mei 1916 stierf hij op 59-jarige leeftijd in Lviv. Hij werd begraven op het Lychakivskiy-begraafplaats in Lviv.

## Schrijverscarrière
Franko's schrijverscarrière begon tijdens zijn studie op de Universiteit van Lviv, waar hij werkte bij het studentenblad Vriend en hij schreef ook zijn eerste roman. Ook werkte hij voor verschillende socialistische bladen, zoals de Poolse krant Arbeid en zijn eigen opgerichte blad Publiekelijke Vriend. Tijdens zijn periode in de gevangenis, in 1877, schreef hij zijn satirische boek De Smorgon Academie en werkte hij later aan de boekenserie De Kleine Bibliotheek. Nadat hij in 1880 weer vrij kwam, ging hij gedichten van Goethe en Heine in het Oekraïens vertalen. Later ging hij kritische boeken schrijven over het marxisme en over de sociaaldemocratie in Oekraïne. Ook schreef hij later in zijn leven veel boeken met Oekraïens nationalistische thema's. Veel van zijn werken konden niet openbaar gepubliceerd worden, omdat het in strijd was met de Oostenrijks-Hongaarse wetten. Pas na zijn dood werden veel werken van hem gepubliceerd en verkocht. Sindsdien is hij een belangrijke figuur geworden in de Oekraïense literatuur.

## Nalatenschap
Na de dood van Franko in 1916, werd de Universiteit van Lviv omgedoopt tot de Nationale Ivan Franko-universiteit van Lviv. In 1962 werd de stad Stanyslaviv omgedoopt tot Ivano-Frankivsk. Later werden ook straten en pleinen naar hem vernoemd en kwam er zelfs een Ivan Frankopark in Lviv. Sinds 1992 staat hij op een hryvnabiljet van 20 hryvna.

## Aanpassingen
Borislav smeyetsya (1927), film geregisseerd door Iosi Rojas, gebaseerd op de roman Boryslav smiietsia
Oekraïne (1952), film geregisseerd door Isaak Shmaruk en Hnat Yura, gebaseerd op het toneelstuk Stolen Happiness
The Painted Fox (1953), korte animatiefilm geregisseerd door Aleksandr Vasilyevich Ivanov, gebaseerd op het korte verhaal "Farbovanyi Lys"
Radi semeynogo ochaga (1992), film geregisseerd door Boris Savchenko, gebaseerd op de roman Dlia domashnoho ohnyshcha
Lys Mykyta (2007), korte animatiefilm geregisseerd door Volodymyr Kmetyk, gebaseerd op het gedicht "Lys Mykyta"
Flight of the Falcon (2019), film geregisseerd door John Wynn en Akhtem Seitablaev, gebaseerd op de roman Zajar Berkut
Landscapes for Freedom (2024), korte animatiefilm geregisseerd door Nicolás Isasi, gebaseerd op het gedicht "Bezmezhneye pole"

## Familie

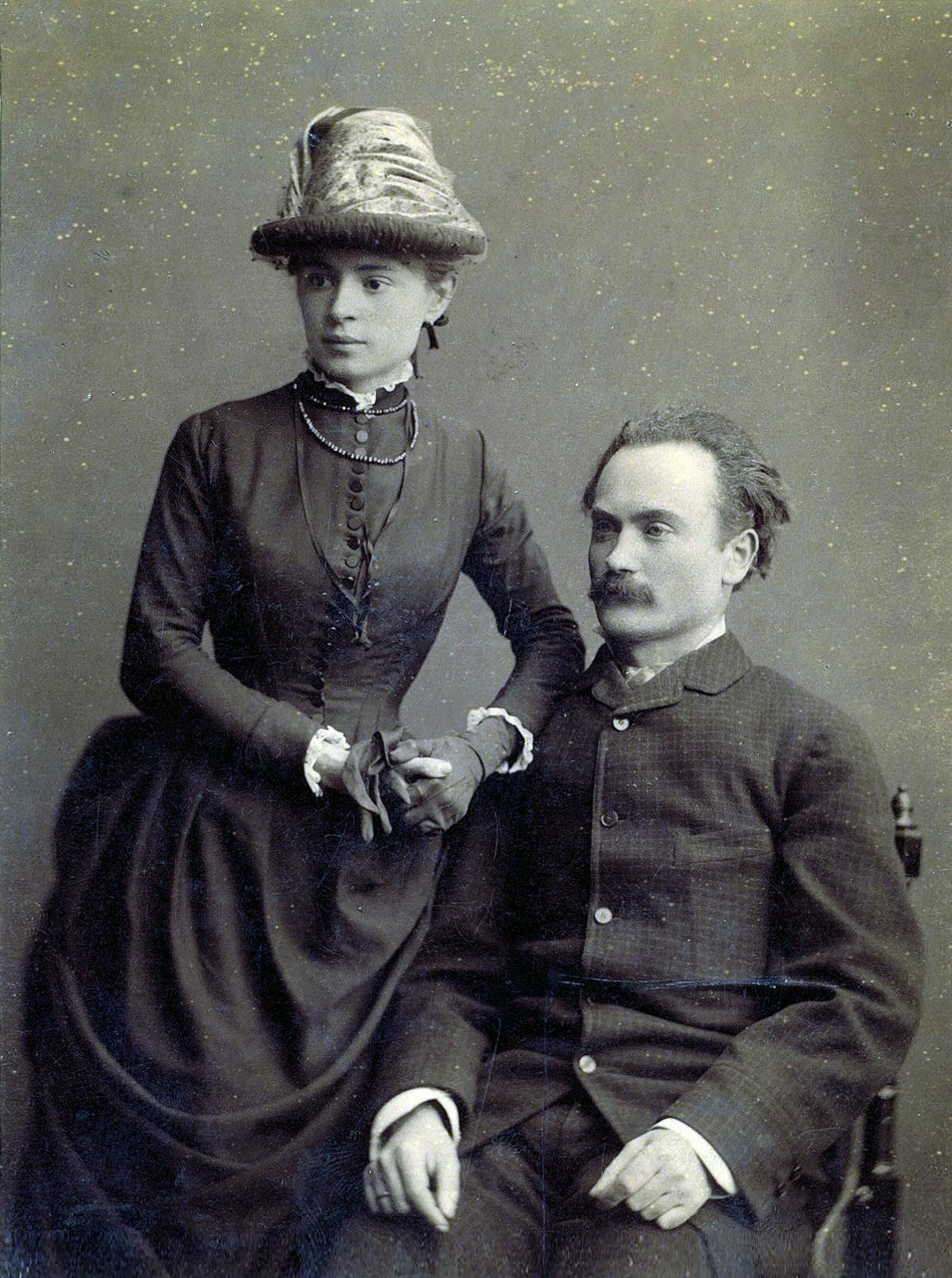
Ivan Franko en zijn vrouw in 1886

In 1886 trouwde Ivan Franko met Olha Khoruzhynska. Zij kregen samen vier kinderen:
- Andriy Franko (1887 - 1915)
- Taras Franko (1889 - 1971)
- Petro Franko (1890 - 1941)
- Hanna Klyuchko (Franko) (1892 - 1988)